# Genie Godula
Genie Godula est une animatrice de télévision et de radio franco-américaine. Son vrai prénom est Eugénie (ou Eugénie-Marie). Elle est également traductrice pour de nombreux festivals tels que le Festival du cinéma américain de Deauville.
Née le 13 mars 1967 à Chicago, elle est la fille d'un avocat et d'une institutrice (devenue par la suite assistante juridique).

## Activités radiophoniques
- Animatrice sur Fun Radio de 1991 à 1998, elle y a animé de nombreuses émissions de libre antenne tels que Les Filles avec Julia Versene, Max et Génie ou encore une nouvelle émission purement féminine en 1996 avec Emmanuelle Gaume. Elle a également coprésenté pendant un an sur cette même station le morning avec Lorenzo Pancino. En 1998, elle présente les flashs infos du matin puis anime les débuts d'après-midi avec une tranche musicale. Elle fera une réapparition sur Fun Radio au début des années 2000, dans le morning de Bob, Isa, et Martin, pour remplacer Isa (Isabelle Giami), alors enceinte.
- Chroniqueuse sur Europe 1.

## Activités télévisuelles
- TF1 : Exclusif, Drôle de Dames
- Voyage : Le Monde en direct
- France 3 : Jules et les filles avec Valérie Bénaïm
- TMC : Tout Nouveau Tout Show
- France 24 : Présentatrice de l'édition de la mi-journée sur le canal anglophone de la chaîne d'actualités internationale depuis décembre 2006[1].

## Activités musicales
En 2000, elle a chanté sur le titre All Over du groupe de house music Wish 2K.